# Lista siturilor arheologice din județul Ialomița - P
Lista siturilor arheologice din județul Ialomița - P conține toate siturile arheologice din județul Ialomița înscrise în Repertoriul Arheologic Național (RAN) și aflate în localități al căror nume începe cu litera P. RAN este administrat de Ministerul Culturii și Patrimoniului Național și cuprinde date științifice, cartografice, topografice, imagini și planuri, precum și orice alte informații privitoare la zonele cu potențial arheologic, studiate sau nu, încă existente sau dispărute.
Puteți căuta un sit din localitățile care încep cu litera P folosind formularul de mai jos sau puteți naviga prin toate siturile din județ la Lista siturilor arheologice din județul Ialomița.
| Cod RAN                               | Denumire | Localitate                        | Adresă           | Datare                     | Descoperit | Coordonate                                    | Imagine           | Erori            |
| ------------------------------------- | --- | --------------------------------- | ---------------- | -------------------------- | ---------- | --------------------------------------------- | ----------------- | ---------------- |
| 94410.01.01                           | Necropola Dridu de la Platonești / ansamblu anonim (Categorie: descoperire funerară) (Tip: Necropolă birituală)                | sat Platonești, comuna Platonești |                  | Dridu sec.VIII-X           |            | 44°33′50″N 27°43′27″E / 44.56389°N 27.72417°E | Încărcați imagine | Raportați eroare |
| 94410.01                              | Necropola Dridu de la Platonești / ansamblu anonim (Categorie: descoperire funerară) (Tip: Necropolă birituală)                | sat Platonești, comuna Platonești |                  | sec. VII - XI              |            | 44°33′50″N 27°43′27″E / 44.56389°N 27.72417°E | Încărcați imagine | Raportați eroare |
| 93147.01.01 (Cod LMI: IL-I-s-B-14061) | Așezarea de la Piersica / ansamblu anonim (Categorie: locuire civilă) (Tip: Așezare)                                           | sat Piersica, comuna Ciochina     |                  |                            |            | 44°34′25″N 27°00′10″E / 44.57361°N 27.00278°E | Încărcați imagine | Raportați eroare |
| 94410.02.01 (Cod LMI: IL-I-s-B-14063) | Situl arheologic hallstatian de la Platonești - Platoul Hagieni / ansamblu anonim (Categorie: locuire civilă) (Tip: Așezare)   | sat Platonești, comuna Platonești | Platoul Hagieni  | Babadag                    |            | 44°30′48″N 27°43′27″E / 44.51333°N 27.72417°E | Încărcați imagine | Raportați eroare |
| 94410.02.02 (Cod LMI: IL-I-s-B-14063) | Situl arheologic hallstatian de la Platonești - Platoul Hagieni / ansamblu anonim (Categorie: locuire civilă) (Tip: necropola) | sat Platonești, comuna Platonești | Platoul Hagieni  | Babadag sec. IV-III a. Chr |            | 44°30′48″N 27°43′27″E / 44.51333°N 27.72417°E | Încărcați imagine | Raportați eroare |
| 94410.03.01                           | Tumulul de la Platonești - Valea lui Bursuc / ansamblu anonim (Categorie: descoperire funerară) (Tip: Tumul)                   | sat Platonești, comuna Platonești | Valea lui Bursuc | scitică sec. VI a. Chr     |            |                                               | Încărcați imagine | Raportați eroare |
| 94410.04.01 (Cod LMI: IL-I-s-B-14062) | Necropola birituală de la Platonești / ansamblu anonim (Categorie: descoperire funerară) (Tip: Necropolă birituală)            | sat Platonești, comuna Platonești |                  | dridu sec.IX-XI            |            |                                               | Încărcați imagine | Raportați eroare |